# Musik der Mittelalterszene
Die Musik der Mittelalterszene bezeichnet das Musikgenre, das die Mittelalterszene, insbesondere die Mittelaltermärkte, seit den späten 1980er Jahren prägt.

## Allgemeines
Dem Genre fehlt es an einem allgemein anerkannten Namen. Bezeichnungen wie Mittelaltermarktmusik, Mittelaltermusik, Marktmusik, Medieval oder selten Mittelalternative werden verwendet, keine davon konnte sich aber bislang hinreichend durchsetzen.
Von der Musik der Mittelalterszene abzugrenzen ist die historische Aufführungspraxis der mittelalterlichen Musik. Diese stellt keinen neuen oder eigenen Musikstil dar, sondern hat den Anspruch, die europäische Musik bis 1450 stilistisch so authentisch wie möglich wiederzugeben.

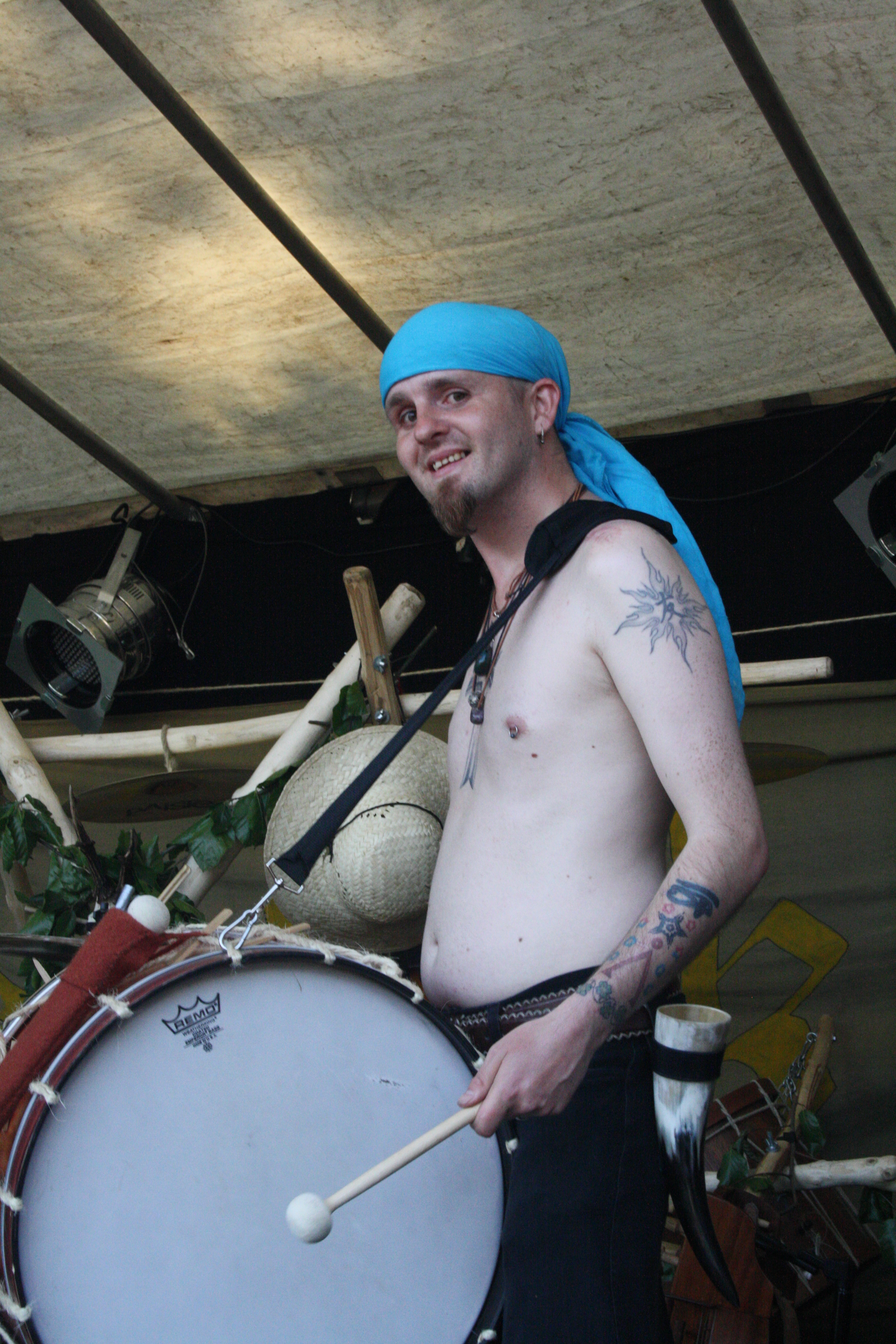
Tigga va Oche an einer zweifelligen Zylindertrommel

Die Musik der Mittelalterszene ist stilistisch breit gefächert. Sie reicht von folkloristischer Musik mit Gesang, Saiteninstrumenten, Harfen, Flöten, Krummhörnern, Schalmeien, Drehleiern und anderen historischen Instrumenten bis hin zu lauter, rockiger Musik mit Marktsackpfeifen und Davuls.
Die Musik der Mittelalterszene erhebt nicht den Anspruch, authentische Musik des Mittelalters wiederzugeben. Vielmehr richtet sich ihr Augenmerk auf den Unterhaltungswert für Marktbesucher, Gäste bei „Rittermahlen“ und den Geschmack der Fans dieses Musikgenres. Der Spaß steht im Vordergrund und die Musiker nehmen sich viele künstlerische Freiheiten, was zur Herausbildung ganz neuer Klänge und Musikstilrichtungen geführt hat. Das Genre kann generell zur U-Musik gerechnet werden. Ähnlich wie im Bereich der Folk-, Pop- und Rockmusik sind die Interpreten häufig auch die Komponisten bzw. Arrangeure der Stücke.
Durch ihre zunehmende Beliebtheit seit Aufkommen der Mittelaltermärkte ist die Musik nicht mehr nur bloße Funktionsmusik zur Untermalung der Märkte, sondern darüber hinaus zu einem eigenen, autonomen Genre geworden. Interpreten entstehen, geben Konzerte und tätigen Aufnahmen, ohne jemals auch nur aktiv oder passiv Teil der Märkteszene gewesen zu sein. Die Musik entwickelt sich weiter und bietet durch ihren eigenen Stil eine reizvolle Ergänzung zum sonstigen Musikangebot. Da der Musikstil noch relativ jung ist, ist er stetig Veränderungen und Erneuerungen unterworfen.

## Stilrichtungen
Man kann die heutige Musik der Mittelalterszene in zwei Hauptstilrichtungen einteilen. Die Übergänge zwischen den verschiedenen Stilrichtungen, wie auch zur historischen Aufführungspraxis und zu anderen Musikgenres sind in der Praxis fließend.
So wie sich für das gesamte Genre noch keine einheitliche Bezeichnung durchgesetzt hat, gibt es auch noch keine etablierten Bezeichnungen für seine Stilrichtungen.

### Der „folkloristische Stil“

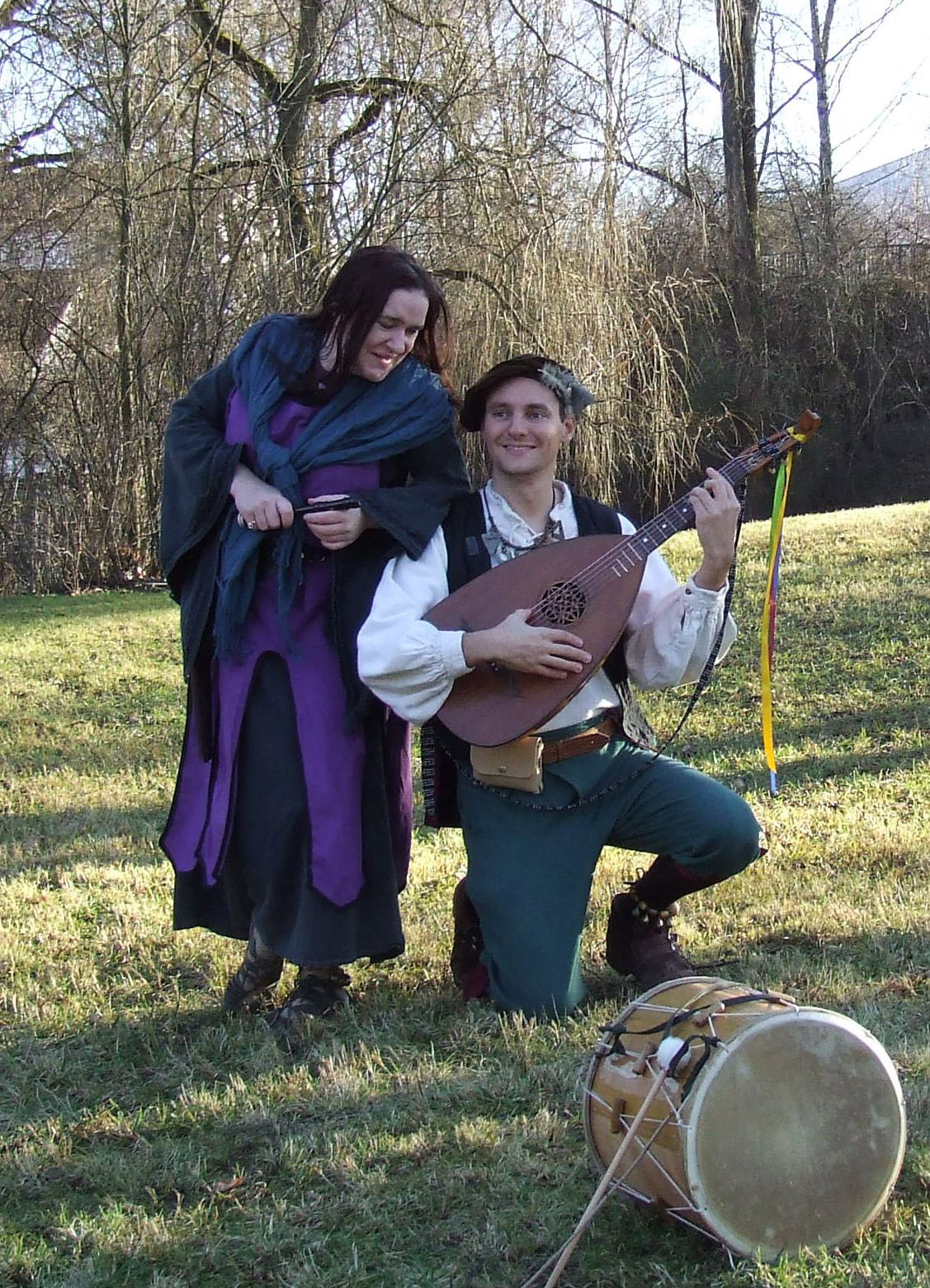
Folkloristisches „Mittelalterduo“

Diese Stilrichtung der Musik der Mittelalterszene orientiert sich vorwiegend am „romantischen“ Bild des Mittelalters und seinen Spielleuten, wie man es beispielsweise von Märchen, Romanen oder Filmen kennt. Es existieren Stücke mit Gesang und rein instrumentale Stücke, wobei die Gesangsstücke leicht überwiegen. Die Lieder haben oft einen unterhaltenden, heiteren Charakter, daneben gibt es auch ernste Texte. Der Gesang wird zum primären Gestaltungsmittel. In „La La La“-Stellen wird die Stimme auch zur instrumentalen Gestaltung genutzt.
Der Gesang ist ein- oder mehrstimmig, uniform oder abwechslungsreich arrangiert. Als Begleitung dienen die unterschiedlichsten Instrumente. Man findet hier sowohl Nachbauten echter Instrumente aus der europäischen Musik des Mittelalters, der Renaissancemusik und späterer Jahrhunderte (beispielsweise Drehleier, Nyckelharpa, Cister, Portativ) als auch neuzeitliche Instrumente wie z. B. die Gitarrenlaute (eine Gitarre mit lautenförmigem Korpus), oder Instrumente, die optisch verfremdet wurden, um ein exotisches, pseudo-historisches Aussehen zu erhalten. Umgangssprachlich werden diese dann meist als „Lauten“ oder „Fiedeln“ bezeichnet, ohne dass sie strikt genommen als Musikinstrumente unter diese Bezeichnung fallen würden.
Des Weiteren finden sich in dieser Stilrichtung oft Holzblasinstrumente wie Blockflöten aller Art oder leisere Doppelrohrblattinstrumente (z. B. Krummhorn, Rauschpfeife, Dudelsack). Die Blasinstrumente werden bei reinen Instrumentalstücken meist melodieführend, bei Stücken mit Gesang zur Dopplung der Melodie oder als instrumentales Vor- und Zwischenspiel verwendet.
Zur perkussionalen Begleitung kommen typischerweise Trommeln verschiedener Bauart und Größe, Tamburine, Schellenkränze, Klappern und Fußschellen zum Einsatz.

#### Repertoire

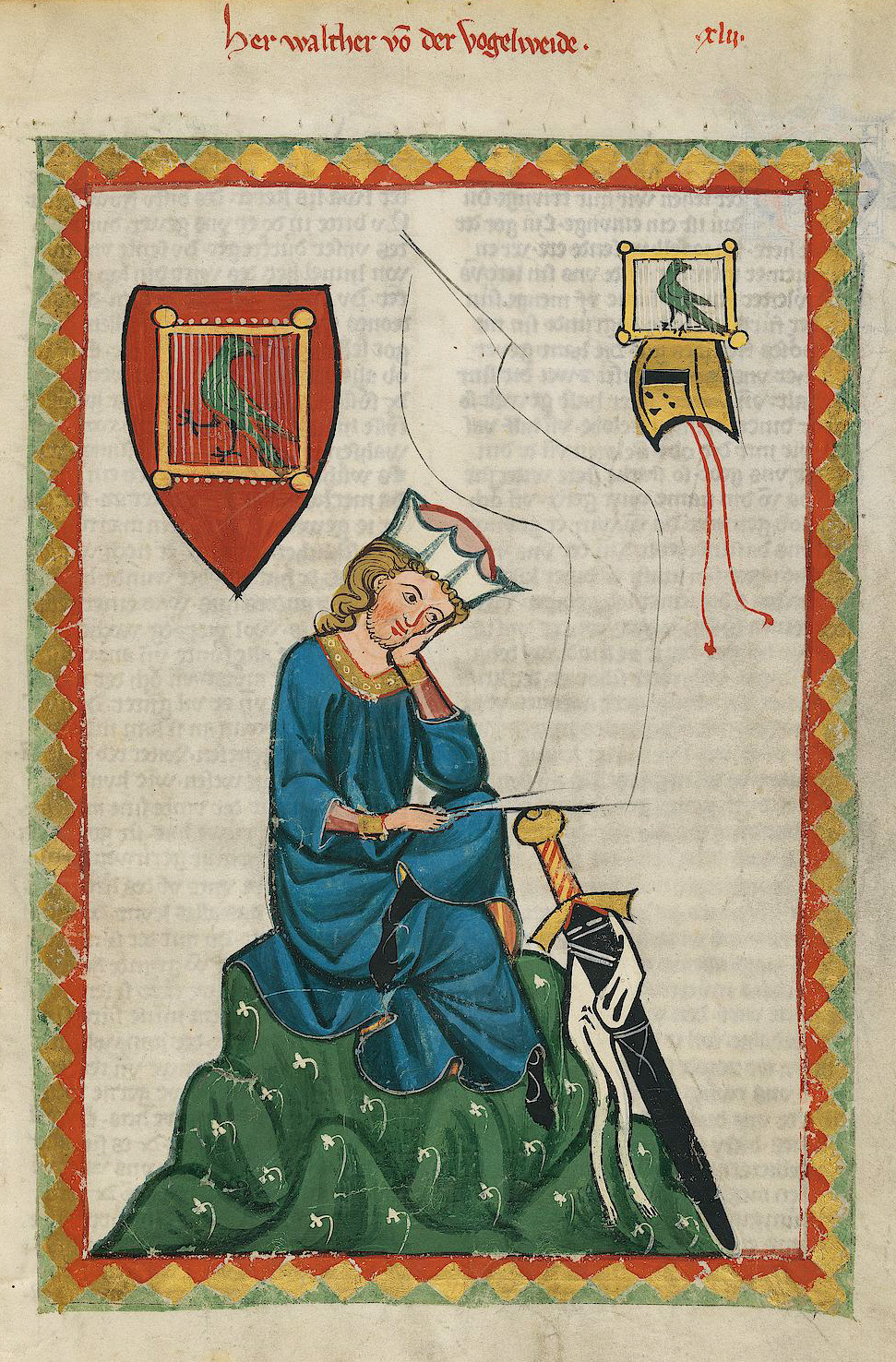
Walther von der Vogelweide
(Codex Manesse, um 1300)

Das Liedmaterial dieses Genres stammt nicht nur aus dem Mittelalter, sondern aus den verschiedensten Quellen und auch späteren Epochen. Zum einen gibt es überlieferte Stücke, die von den Carmina Burana (11.–12. Jahrhundert), Walther von der Vogelweide (ca. 1170–1228), Neidhart von Reuenthal (ca. 1210–1240), den Cantigas de Santa Maria (13. Jahrhundert), Oswald von Wolkenstein (um 1377–1445) über die Renaissance (15.–16. Jahrhundert) bis hin zum 19. und 20. Jahrhundert stammen. Zum anderen gibt es Neukompositionen, neue Arrangements, Textübersetzungen und Neutextungen zu alten Liedern.
Der Schwerpunkt liegt auf Liedern mit Dur/Moll-Tonaler Einordnung, da man diese passend mit Akkordinstrumenten wie den verwendeten Saiteninstrumenten begleiten kann, sowie verständlichem Text, weshalb in Deutschland deutschsprachige Texte aus den letzten drei Jahrhunderten oder eingedeutschte Texte überwiegen. Es werden auch jüngere Lieder gesungen (z. B. aus dem 19. Jahrhundert oder Lieder der Jugendbewegung des 20. Jahrhunderts), wenn sie textlich antiquiert klingen oder auf andere Art zum historischen Thema passen. Durch den auf „alt“ getrimmten Klang der Instrumente und Anpassung der Stimmführung und Klangvorstellungen an mittelaltermarkttaugliche Musik wird diese Vielfalt zusammengehalten und in einen neuen Kontext gepackt.
Nicht-deutschsprachige Lieder werden oft im Originaltext auf Latein, (Alt-)Spanisch, (Alt-)Italienisch, (Alt-)Französisch etc. gesungen. Zudem gibt es auch Interpreten (auch deutsche Muttersprachler), die vorwiegend englischsprachig musizieren. Dies hat meist starke Tendenzen zu englischsprachiger Folklore wie z. B. dem Irish Folk.

#### Auftreten
Die Interpreten („Spielleute“) dieses Musikgenres treten nahezu immer gewandet auf, wobei sich die Kleidung, wie in der Mittelalterszene üblich, zum Teil an rekonstruierten historischen Vorbildern orientiert und zum Teil an Phantasievorstellungen, die unter anderem von der Mittelalterrezeption der Romantik, Filmen und Büchern gespeist wurden. Die Kleidung der Spielleute ist meist etwas bunter und ausgefallener als die anderer Darsteller, um sie als Unterhaltungskünstler herauszustellen.
In ihren Ansagen verwenden die Musiker vorwiegend die in der Mittelalterszene übliche Sprechweise („Marktsprech“).

### Der „Dudelsack-Rock-Stil“

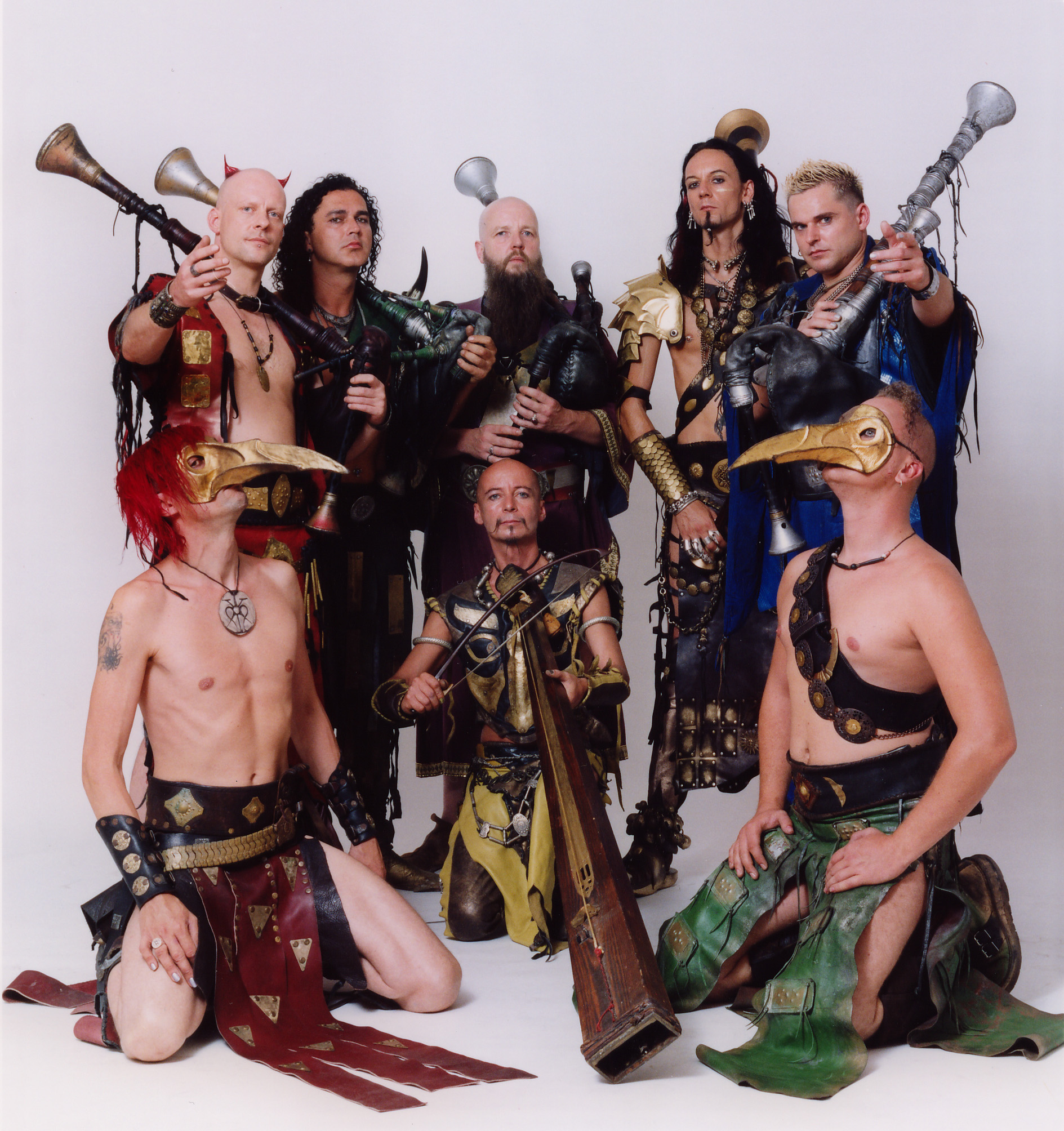
Corvus Corax

In der späten DDR entwickelte sich neben dem folkloristischen Stil eine neue, eigenständige musikalische Stilrichtung innerhalb der Mittelaltermusik. In dieser ist das wichtigste und melodieführende Instrument ein besonders lauter Dudelsacktyp, der ohne historisches Vorbild um 1980 entwickelt wurde. Das Instrument wird in der Szene als Marktsackpfeife oder „Mittelaltersack“ oder „Marktschwein“ bezeichnet. Als Hauptstimmung hat sich A-Dorisch durchgesetzt. Die Marktsackpfeife zeichnet sich neben ihrer großen Lautstärke durch einen direkten, harten Klang aus. Sie eignet sich daher für eine unverstärkte, großflächige Beschallung auf Mittelaltermärkten. Ursprünglich wurde sie für Volksfeste in der DDR entwickelt, auf denen damalige mittelalterliche Musikgruppen wie Tippelklimper oder Spilwut auftraten. Das Instrument wird solistisch oder im Ensemble, polyphon oder klangverstärkend zur Dopplung einer Solostimme eingesetzt.
Durch die große Lautstärke sind nur noch wenige Instrumente für die Begleitung geeignet. Es werden hauptsächlich Perkussionsinstrumente, unter ihnen führend orientalische Instrumente wie die Davul oder Darabuka, eingesetzt, teilweise treten noch weitere Blasinstrumente auf, die vom Klang meist ähnlich laut sind wie die Marktsackpfeife und sich aus den gleichen Klangvorstellungen entwickelt haben. Zupfinstrumente können meist aufgrund ihrer geringeren Lautstärke nicht eingesetzt werden. Hier sind laute Drehleiern und durchdringende Akkord- und Füllstimmeninstrumente wie Cistern oder moderne Schlüsselfiedeln meist die Instrumente der Wahl.
Diese Stilrichtung wird häufig rein instrumental aufgeführt, da Gesang gegen die Lautstärke der Instrumente nur schwer ankommt. Die Besetzungsstärke geht von solistischer Darbietung über Duo (typisch: Marktsackpfeife/Davul) bis hin zum Ensemble aus zehn Musikern, wobei dadurch die Anzahl der Stimmen nicht vergrößert wird. Die einzelnen Stimmen werden lediglich chorisch besetzt.
Trotz der relativ starken musikalischen Begrenzungen, die durch das Hauptinstrument, den Dudelsack, bedingt ist, hat sich eine erstaunliche binnenstilistische Vielfalt entwickelt. Anders als in der Kunstmusik ist diese Vielfalt nicht an die musikalischen Werke gebunden, sondern vor allem an die Interpreten, die ihre Werke ja oft selbst komponieren.

#### Repertoire
Das Lieder- und Melodienrepertoire stammt überwiegend aus denselben Quellen wie das des „folkloristischen Stils“, d. h. aus den verschiedensten Jahrhunderten und Regionen. Es wird vielfältig abgewandelt und speziell in dieser Stilrichtung auch gerne mit Balkanmelodien und orientalischen Vorlagen kombiniert. Daneben gibt es auch Neukompositionen, die sich in die entstandene Klangvorstellung einordnen und diese erweitern. Von Interpret zu Interpret verschiedenen ist der Grad, inwieweit man sich von tatsächlichen mittelalterlichen Vorlagen entfernt.

#### Auftreten

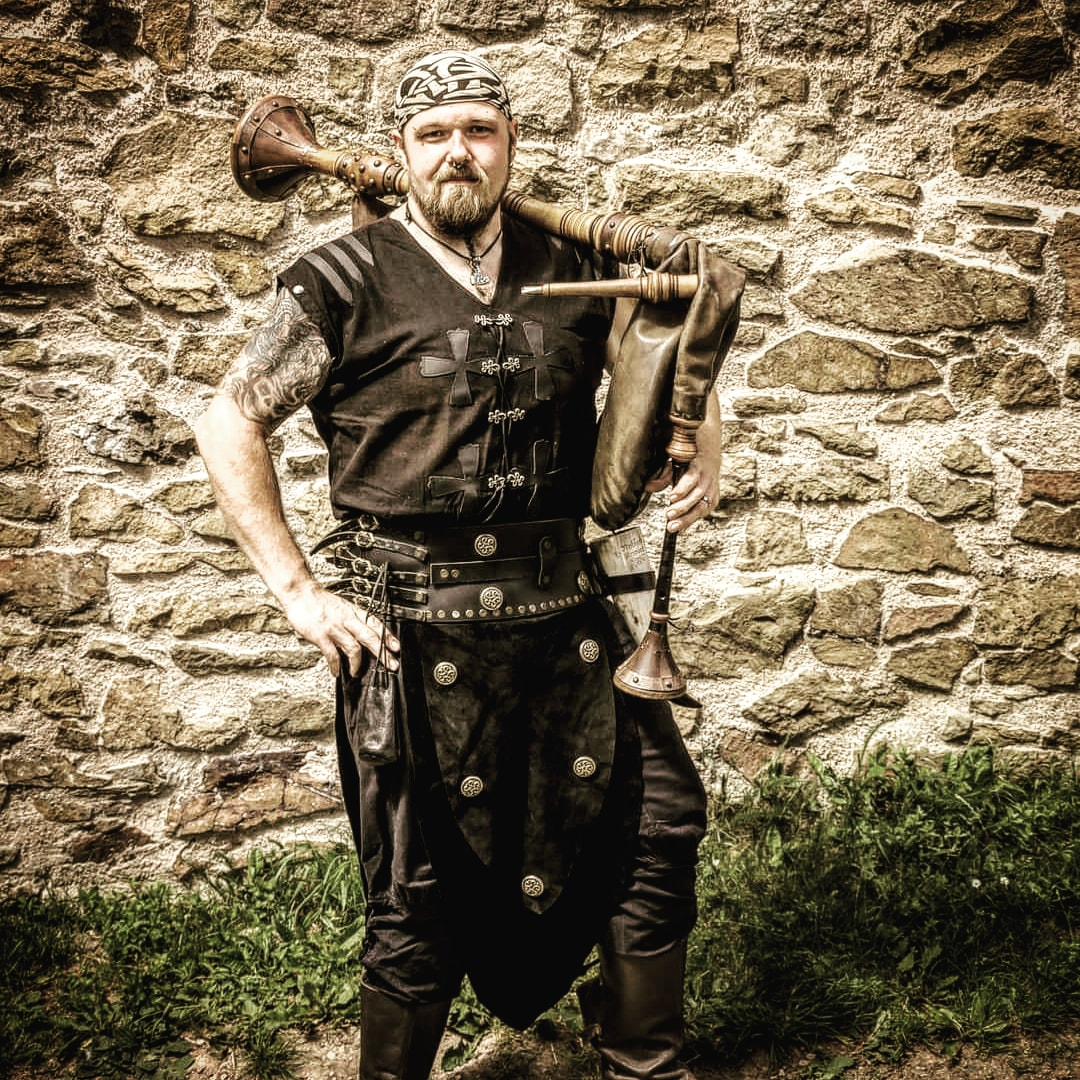
Magnus Drengrson in Fantasiegewandung als Spielmann

Das Auftreten der Musikgruppen dieser Stilrichtung entspricht weniger dem „romantischen“ als vielmehr dem „finsteren“ Mittelalter. Zu diesem Zweck treten die Interpreten oft in Kleidung auf, die zur rauen und lauten Seite der Musik passen soll. Die Gewandung ist von Interpret zu Interpret sehr unterschiedlich. Auch hier gibt es Leute, die sich auf rekonstruierte Kleidung aus dem Mittelalter beziehen. Ein Großteil der Musikgruppen dieses Stils trägt jedoch Fantasy-Kostüme, die nichts mit historischer Gewandung zu tun haben, sondern wild, brachial, teilweise auch halbnackt, gestaltet sind. So kann es beispielsweise vorkommen, dass man einen Musiker lediglich mit Leder-Lendenschurz, Fellhandschuhen und einem Kettenhemd bekleidet auf der Bühne sieht.
Ähnliches gilt für Sprache und Ansagen. Der „Marktsprech“ dieser Gruppen ist tendenziell rau und laut. Es hat sich ein grölender Sprachstil zwischen Reden und Schreien entwickelt, der sich dazu eignet, größere Lautstärken ohne übermäßigen Stimmverschleiß zu erreichen. Die Ansagen und Geschichten handeln oft vom „rauen Leben“, von Alkohol, Sex und Aufbegehren gegen eine historisch-fiktive Obrigkeit wie Monarch oder Kirche.

### Weitere Stilrichtungen und Grenztypen
Zusätzlich zum hier behandelten Genre gibt es auch Stilrichtungen, die zwar vordergründig ähnliche Arbeitsweisen haben, bei denen Hintergrund, Philosophie, Zuhörerschaft und vor allem Klang aber so weit divergiert, dass nicht mehr vom gleichen Genre gesprochen werden kann. Hierzu gehören unter anderem die Interpretation von Quellen überlieferter Musik des Mittelalters, das Verwenden von elementaren Satztechniken und Stilmerkmalen der mittelalterlichen Musik, um diese in weiteren Stilistiken, wie z. B. zeitgenössische Musikstile aller Art (z. B. Avantgarde oder Popmusik), zu verwenden.
Des Weiteren gibt es Musiker und Bands, die ihre eigene Musik (z. B. Rock oder Metal) klanglich mit Instrumenten und/oder Texten aus der Mittelaltermusikszene anreichern und erweitern, aber nicht grundsätzlich verändern, und auch moderne Instrumente wie E-Gitarre, E-Bass oder Schlagzeug mitverwenden. Das bekannteste Beispiel für einen solchen Grenztyp ist der Mittelalter-Rock.
Schließlich gibt es auch Weltmusiker und Folkgruppen, die ursprüngliche Varianten eines Stücks spielen, das auch von den Musikern der Mittelalterszene gespielt wird. Beispielsweise werden Balkanstücke, die manchem aus der Musik der Mittelalterszene bekannt sein mögen, auch von tatsächlichen Musikern aus der jeweiligen Kulturzugehörigkeit gespielt, ohne dass dies irgendetwas mit der Mittelalterszene zu tun hat.
Die Übergänge und Grenzen sind selbstverständlich fließend. So muss von Interpret zu Interpret bzw. von Stück zu Stück entschieden werden, welchem Genre es zugeordnet werden kann.